# Tripterygion melanurus
Tripterygion melanurus — видом трьохперок, що поширений у Середземному морі біля Балеарських островів, південної Сардинії, Алжиру, Тунісу, Ізраїлю, Лівану, Кіпру і південної Туреччини. Морська субтропічна демерсальна риба, сягає довжини 5,3 см.